# Pouilly, Oise
Pouilly är en kommun i departementet Oise i regionen Hauts-de-France i norra Frankrike. Kommunen ligger i kantonen Méru som tillhör arrondissementet Beauvais. År 2022 hade Pouilly 153 invånare.

## Befolkningsutveckling
Antalet invånare i kommunen Pouilly
| Referens: INSEE |